# SN 1992bh
SN 1992bh – supernowa typu Ia odkryta 25 października 1992 roku w galaktyce A045927-5849. Jej maksymalna jasność wynosiła 17,68m.